# 847

## Nașteri
- dată necunoscută: Ethelred de Wessex  (d. 871)
- dată necunoscută: Kurszán  (d. 904)

## Decese
- 27 ianuarie: Papa Sergiu al II-lea  (n. 790)
- 14 iunie: Metodie I al Constantinopolului patriarh al Constantinopolului (n. 788)